# 크리스토퍼 트리멜
크리스토퍼 트리멜(독일어: Christopher Trimmel, 1987년 2월 24일~)는 오스트리아의 축구 선수로 현재 독일 분데스리가의 우니온 베를린에서 라이트 백으로 활약 중이며 우니온 베를린의 주장이자 오스트리아 대표팀의 일원으로도 활약하고 있다.

## 클럽 경력

### 라피트 빈
2007년 ASK 호리트숀 입단을 통해 프로에 전격 데뷔하여 이듬해인 2008년 라피트 빈으로 이적한 뒤 2013-14 시즌까지 공식전 199경기 24골을 터뜨리며 2008-09 시즌 리그 준우승, 2009-10 시즌 리그 3위, 2010-11 시즌 오스트리아컵 4강, 2011-12 시즌 리그 준우승, 2012-13 시즌 리그 3위, 2013-14 시즌 리그 준우승 등에 공헌했다.

### 우니온 베를린
2013-14 시즌을 마친 후 당시 독일 2. 분데스리가의 소속팀인 우니온 베를린으로 트레이드되어 2016-17 시즌 2. 분데스리가 4위, 2018-19 시즌 2. 분데스리가 3위 및 차기 시즌 분데스리가 승격에 기여했다.
분데스리가 승격 이후 2021-22 DFB-포칼에서는 2000-01 시즌 준우승 이후 21년만의 4강 진출, 분데스리가 2022-23에서는 4위라는 우니온 베를린 구단 역사상 독일 최상위 리그 역대 최고 성적 및 창단 첫 UEFA 챔피언스리그 진출, 2022-23년 UEFA 유로파리그에서는 16강 진출이라는 우니온 베를린 구단 역사상 유럽 클럽 대항전 역대 최고 성적에 기여하는 등 2022-23 시즌을 마친 현재까지 공식전 301경기 6골을 기록 중이다.

## 국가대표팀 경력

### 오스트리아 A대표팀
2009년 8월 5일 오스트리아 A대표팀에 처음으로 합류한 뒤 카메룬과의 친선 경기에서 국제 A매치 데뷔전을 치르는 등 A매치 4경기에 출전했지만 이후 2018년까지는 A대표팀과 인연이 없었다가 우니온 베를린에서의 활약을 인정받아 9년만에 A대표팀에 합류했다.
그로부터 2년 후에 열린 UEFA 유로 2020 본선 엔트리에도 발탁되어 오스트리아의 사상 첫 유로 대회 16강 진출이자 1982년 FIFA 월드컵 이후 39년만의 메이저 대회 토너먼트 진출의 쾌거를 이끌었으며 같은 해 11월 15일 홈에서 열린 최약체 몰도바와의 2022년 FIFA 월드컵 유럽 지역 예선 F조 최종전에서 12년만에 대표팀 데뷔골을 터뜨리며 팀의 4-1 대승과 함께 유럽 지역 예선 플레이오프 진출에도 크게 일조했다.

## 수상 및 주요 성적

### 클럽
라피트 빈
- 오스트리아 분데스리가 : 준우승 (2008-09, 2011-12, 2013-14), 3위 (2009-10, 2012-13)
- 오스트리아컵 : 4강 (2010-11)

 우니온 베를린
- 독일 분데스리가 : 4위 (2022-23)
- 2. 분데스리가 : 3위 (2018-19), 4위 (2016-17)
- DFB-포칼 : 4강 (2021-22)